# ام‌وی آوراسایا
ام‌وی آوراسایا (به انگلیسی: MV Avrasya) یک کشتی بود که طول آن ۱۱۶٫۶۴ متر (۳۸۲ فوت ۸ اینچ) بود. این کشتی در سال ۱۹۵۳ ساخته شد.